# Camil Ressu
Camil Ressu (* 28. Januar 1880 in Galați; † 1. April 1962 in Bukarest) war ein rumänischer Maler.
Ressu studierte von 1897 bis 1899 an der Școala Națională de Arte Frumoase bei George Demetrescu Mirea, danach in Iași bei Gheorghe Popovici. Nach einem Aufenthalt in München studierte er ab 1902 an der Académie Julian bei Jean Paul Laurens.
1908 kehrte er nach Rumänien zurück. Hier veröffentlichte er zunächst satirische Zeichnungen in Zeitschriften wie Adevărul, Cronica und Facla. Nach verschiedenen Gruppenausstellungen hatte er 1914 in Bukarest seine erste Einzelausstellung. Gemeinsam mit Künstlern wie Nicolae Dărăscu, Ștefan Dimitrescu, Iosif Iser, Marius Bunescu, Dimitrie Paciurea, Cornel Medrea, Ion Jalea und Oscar Han gründete er 1917 die Künstlervereinigung Arta Română.
1921 gehörte er zu den Gründungsmitgliedern des Sindicatul Artiștilor plastici din România, dessen Vorsitzender er bis 1923 war. Bis 1941 war er Professor und Rektor der Nationalen Universität der Künste Bukarest. 1950 wurde er Ehrenpräsident der Union Plastischer Künstler, 1955 wurde er mit dem Titel eines Volkskünstlers ausgezeichnet.

## Werke
- Cafeneaua „Oteteleşanu”;
- Semănătorii;
- Mocani din Vlaici;
- Înmormântare la țară;
- Țărani la prânz;
- Cosaşi odihnindu-se;
- Semnarea apelului pentru pace;
- Ţăran cu coasa;
- Porträts von Ștefan Luchian, Tudor Arghezi, Iancu Brezianu

## Schüler
- Geta Brătescu

| Personendaten    | Personendaten     |
| ---------------- | ----------------- |
| NAME             | Ressu, Camil      |
| KURZBESCHREIBUNG | rumänischer Maler |
| GEBURTSDATUM     | 28. Januar 1880   |
| GEBURTSORT       | Galați            |
| STERBEDATUM      | 1. April 1962     |
| STERBEORT        | Bukarest          |